# جغرافیای آرژانتین

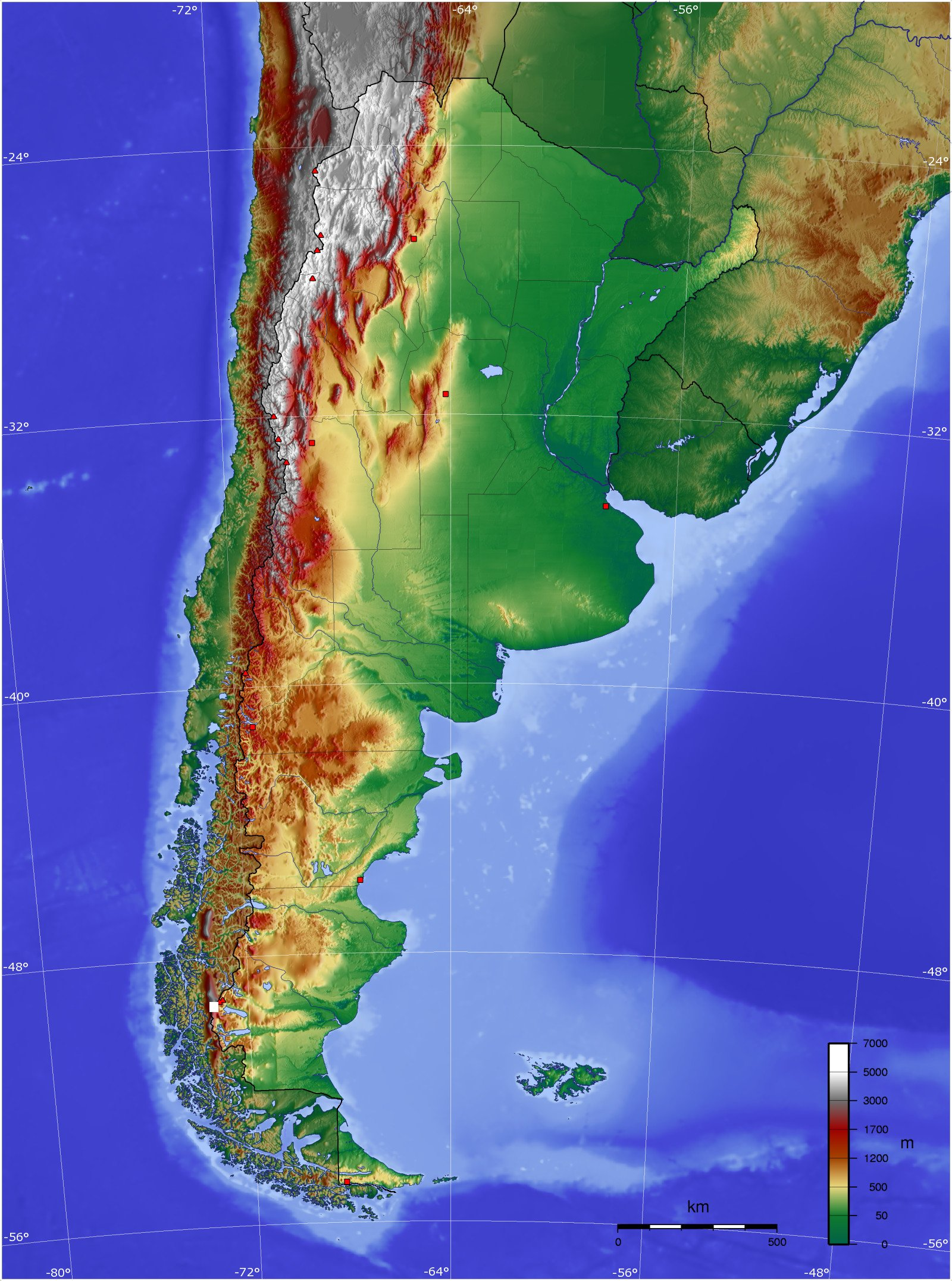
نقشه ناهمواری‌های آرژانتین (از جمله برخی نواحی مورد ادعای آن کشور)

آرژانتین کشوری در آمریکای جنوبی است که بیشتر بخش جنوبی این قاره را در بر می‌گیرد و از نظر وسعت، هشتمین کشور بزرگ جهان به‌شمار می‌رود. این کشور دارای تنوع جغرافیایی گسترده‌ای است؛ از دشت‌ها، بیابان‌ها، توندرا و جنگل‌ها گرفته تا کوه‌ها، رودخانه‌ها و سواحل طولانی اقیانوسی. با وجود مناظر جذاب پاتاگونیا و پامپاس، آرژانتین کشوری عمدتاً شهری است و پایتخت آن، بوئنوس آیرس، در دشت‌های شرقی گسترش یافته است. جغرافیای آرژانتین به چهار منطقهٔ اصلی تقسیم می‌شود: رشته‌کوه‌های آند در غرب، شمال خشک و پست، دشت‌های پامپاس در مرکز، و پاتاگونیا در جنوب که منطقه‌ای سرد، خشک و پرباد است.
کشور آرژانتین پهناور، و جغرافیای آن متنوع است. کل مساحت آرژانتین (به غیر از مناطق مورد ادعای جنوبگان) به این شرح است:
- (مساحت) کل: ۲۷۶۶۸۹۰ کیلومتر مربع
- (مناطق) خشکی: ۲۷۳۶۶۹۰ کیلومتر مربع
- (مناطق) آبی: ۳۰۲۰۰ کیلومتر مربع

این کشور به لحاظ سنتی به نواحی متمایز اصلی متعدد جغرافیایی تقسیم می‌شود:
جغرافیای آرژانتین بسیار متنوع است و شامل رشته‌کوه‌های آند، دشت‌های پامپاس، و رودخانه‌ها و دریاچه‌های گوناگون می‌شود. این کشور از غرب با کوه‌های آند و از شرق با اقیانوس اطلس جنوبی مرز دارد و کشورهای همسایهٔ آن عبارت‌اند از شیلی در غرب، بولیوی و پاراگوئه در شمال، و برزیل و اروگوئه در شمال‌شرق.
آرژانتین با مساحت ۲٬۷۸۰٬۴۰۰ کیلومتر مربع (۱٬۰۷۳٬۵۰۰ مایل مربع) دومین کشور بزرگ آمریکای جنوبی پس از برزیل و هشتمین کشور بزرگ جهان است. این کشور مدعی بخشی از جنوبگان (موسوم به جنوبگان آرژانتین) و چند جزیره در اقیانوس اطلس جنوبی از جمله جزایر فالکلند (جزایری تحت حاکمیت بریتانیا) است.
جمعیت آرژانتین حدود ۴۶٫۶ میلیون نفر است و از نظر جمعیت، در سال ۲۰۱۰ در رتبهٔ ۳۱ جهان قرار داشت.

## ویژگی‌های کلی

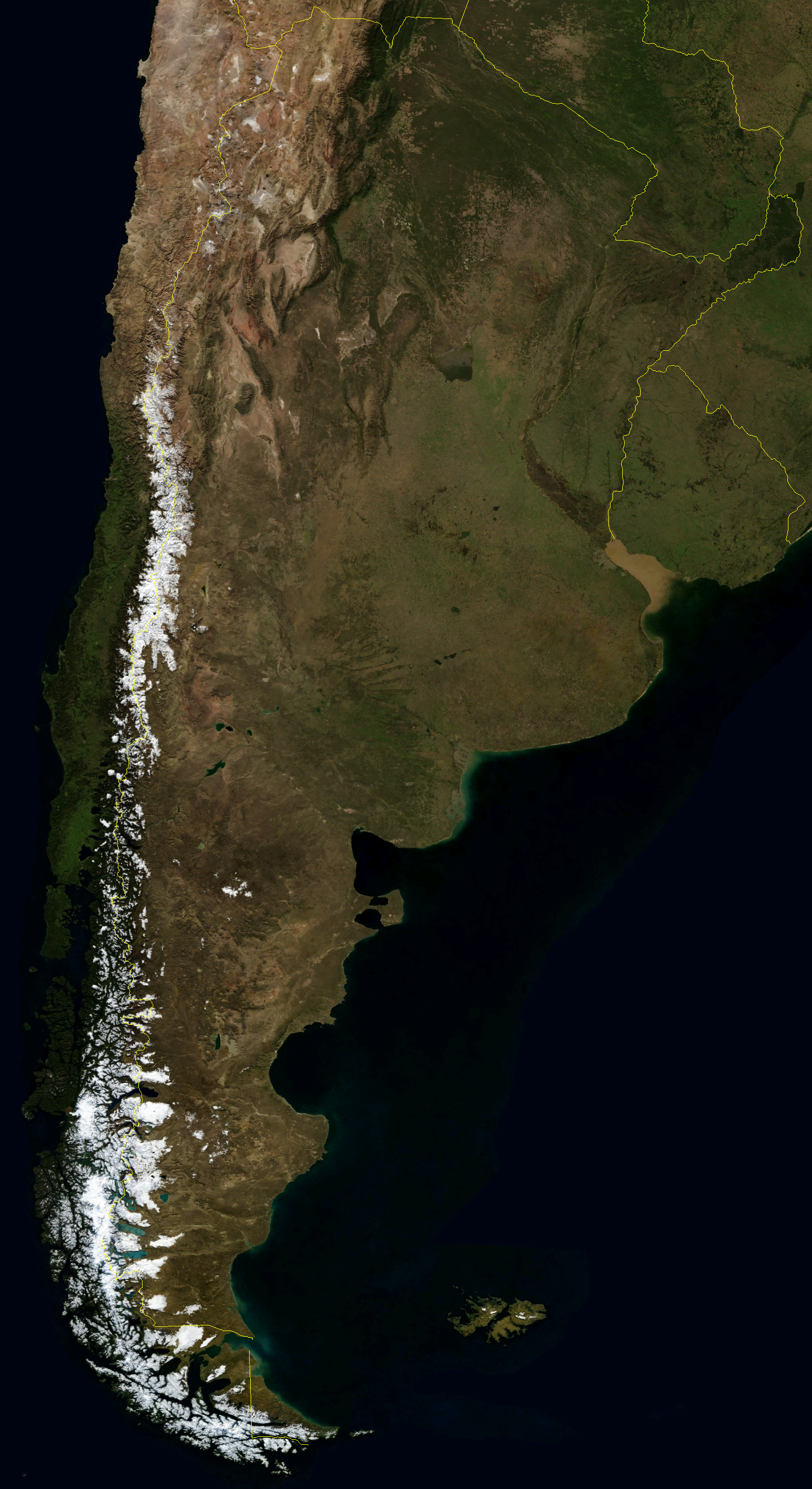
نقشهٔ ماهواره‌ای آرژانتین، گرفته‌شده توسط ناسا

آرژانتین در جنوب آمریکای جنوبی و در بخش جنوبی مخروط جنوبی قرار دارد و با شیلی مرز طولانی‌تری نسبت به دیگر کشورها دارد. در شمال با بولیوی و پاراگوئه مرز دارد و مرز آرژانتین با پاراگوئه دومین مرز طولانی کشور است. در شمال‌شرق با برزیل و اروگوئه هم‌مرز است و در جنوب‌شرق به اقیانوس اطلس می‌رسد. جزایر فالکلند در شرق جنوبی آرژانتین و آن‌سوی اقیانوس قرار دارند. آرژانتین بر تنگهٔ راهبردی ماژلان نیز اشراف دارد که پیوندی میان اقیانوس اطلس و اقیانوس آرام است.
با مساحت ۲٬۷۸۰٬۴۰۰ کیلومتر مربع، آرژانتین هشتمین کشور بزرگ جهان، پس از هند و پیش از قزاقستان، و دومین کشور بزرگ آمریکای جنوبی پس از برزیل است. مساحت آن تقریباً هشت برابر آلمان، چهار برابر تگزاس و حدود سی درصد مساحت ایالات متحده آمریکا است. دریای آرژانتین نیز شامل یک منطقهٔ اقتصادی ویژه به وسعت ۲۰۰ مایل دریایی می‌شود.
زمین‌های این کشور در شرق بیشتر دشت و در غرب با رشته‌کوه آند هم‌مرز است. اقلیم آن عمدتاً معتدل است، اما در جنوب‌شرق پاتاگونیا خشک و در جنوب‌غرب، اقلیم نیمه‌قطبی دارد. آبشار ایگواسو که در مرز آرژانتین و برزیل قرار دارد، بزرگ‌ترین سامانهٔ آبشاری جهان است و در فهرست هفت شگفتی طبیعی نوین جهان آمده است.
نقاط چهارگانهٔ جغرافیایی کشور عبارت‌اند از: شمالی‌ترین نقطه در تلاقی رودخانه‌های سان خوان بزرگ و موجینته در استان خوخوی؛ جنوبی‌ترین نقطه دماغهٔ سن پیو در استان تِیِرا دل فوئگو در ورودی تنگه بیگل؛ غربی‌ترین نقطه در پارک ملی یخچال‌ها در استان سانتا کروز؛ و شرقی‌ترین نقطه در منطقهٔ «هیتو وی» در برناردو ده ایریگوین واقع در استان میسیونس. بلندترین نقطهٔ کشور کوه آکونکاگوا در استان مندوسا با ارتفاع ۶۹۶۲ متر است که بلندترین نقطه در سراسر آمریکای جنوبی نیز به‌شمار می‌رود، و پست‌ترین نقطهٔ آن تالاب کربن در استان سانتا کروز است.
پوشش جنگلی در آرژانتین حدود ۱۰٪ از کل سطح کشور را در بر می‌گیرد؛ یعنی در سال ۲۰۲۰ حدود ۲۸٬۵۷۳٬۰۰۰ هکتار، که نسبت به ۳۵٬۲۰۴٬۰۰۰ هکتار در سال ۱۹۹۰ کاهش داشته است. از این مقدار، ۲۷٬۱۳۷٬۰۰۰ هکتار جنگل طبیعی و ۱٬۴۳۶٬۰۰۰ هکتار جنگل کاشته‌شده است. بر پایهٔ گزارش‌ها، هیچ بخشی از این جنگل‌ها در سال ۲۰۱۵ در مالکیت عمومی نبوده، ۴٪ در مالکیت خصوصی بوده و ۹۶٪ در مالکیتی نامشخص یا دیگر انواع مالکیت قرار داشته‌اند.

## نواحی جغرافیایی
- پامپاس: دشت‌های غربی و شرقی از بوئنوس آیرس از جمله حاصلخیزترین نقاط در دنیا می‌باشند. آن‌ها که پامپای مرطوب نامیده می‌شوند، بیشتر نواحی ایالات، بوئنوس آیرس و کوردوبا، و بخش‌های عمده‌ای از استان‌های سانتا فه و لا پامپا را می‌پوشانند. بخش غربی لا پامپا و سن لوئیزنیز دارای دشت‌های (پامپای خشک) هستند، اما آن‌ها خشکتر هستند و بیشتر برای چرای دام استفاده می‌شوند. رشته کوه کوردوبا در استان همنام خود (که تا سن لوئیز امتداد دارد)، مهم‌ترین شاخصه جغرافیایی پامپاس است.

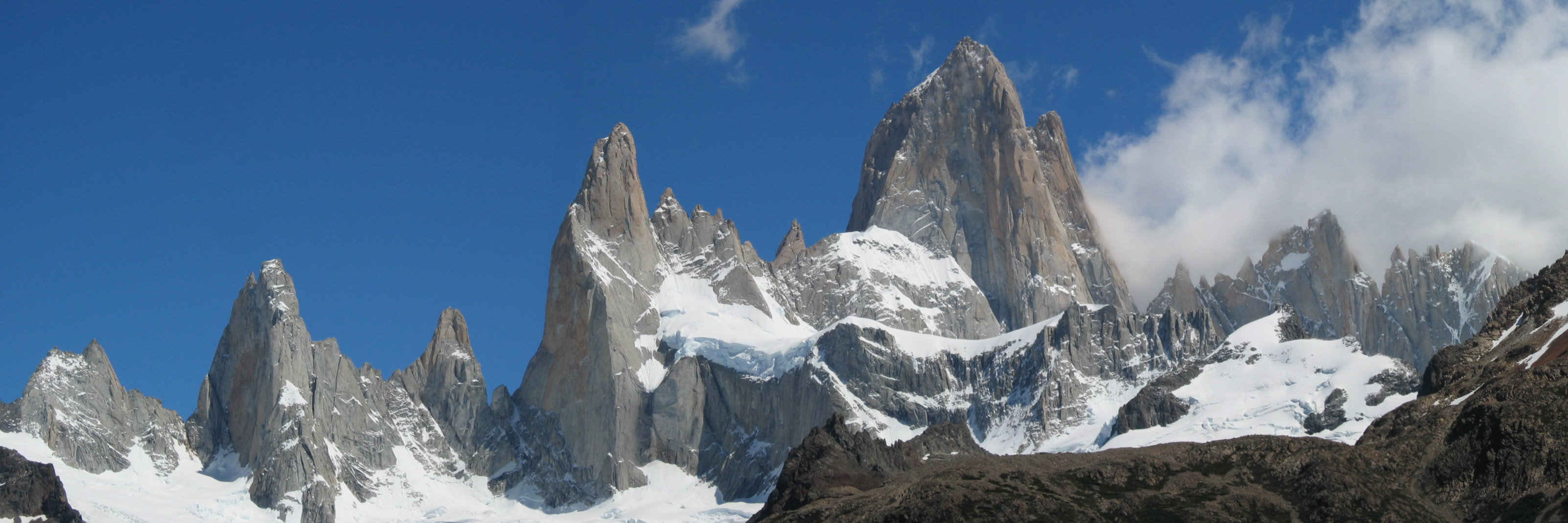
کوه‌های پاتاگونیا

- گرانچاکو: ناحیه گرانچاکو در شمال کشور محل کشت عمده دیم/ آبی فصلی پنبه و پرورش دام‌های اهلی می‌باشد. این ناحیه استان‌های چاکو و فورموزا را تحت پوشش قرار می‌دهد. این ناحیه از جنگل‌های نیمه گرمسیری، زمین کم دارو درخت، و برخی زمین‌های مرطوب پوشیده می‌شود که وطن تعداد زیادی از انواع گونه‌های گیاهی و جانوری است. استان سانتاگو دل استرو در ناحیه خشک کتر گرانچاکو قرار گرفته است.
- مزوپوتامیا (میان‌رودان): سرزمین بین رودهای، پارانا و اروگوئه میان‌رودان نامیده می‌شود و شامل استان‌های کورینتس و استان انتره ریوز| انتره ریوز می‌شود. این منطقه به صورت زمین‌های همواری است که برای چرای دام و رشد گیاهان مناسب است، و سرزمین‌های مرطوب ایبریا در مرکز کورینتس قرار دارد. میسیونس گرمسیری تر است و دارای ویژگی جغرافیایی سرزمین‌های مرتفع برزیل می‌باشد. این ناحیه دارای خصوصیت جنگل‌های بارانی نیمه‌گرمسیری و آبشارهای ایگوآزو است.
- پاتاگونیا: زمین‌های استپ پاتاگونیا، در استان‌های استان نوکوئین| نوکوئین، استان ریو نگرو| ریو نگرو، استان چوبوت| چوبوت و استان سانتا کروس، آرژانتین| سانتاکروز با خاستگاهی سه‌گانه می‌باشند. بیشتر این نواحی نیمه بایر در شمال تا سرد و بایر در حدود جنوب است، اما جنگلهایی در حواشی جنوبی آن رشد می‌کنند که سطح آن‌ها با دریاچه‌های متعدد و بزرگی پوشیده شده است. تییرا دل فیوگو سرد و مرطوب می‌باشد که تحت تأثیرات اقیانوسی هوای آن معتدل شده است. به پاتاگونیای جنوبی (در حوالی جنوب ریو نگرو با رودخانه‌ای به همین نام، و نوکوئین) نیز به عنوان کوماهوئه (کاربرد آن معمول نیست) اشاره می‌شود.
- کویو: بخش مرکزی غرب آرژانتین که غالباً با کوهستان‌های سربه فلک کشیده آند پوشیده شده است. به سمت شرق در این ناحیه، منطقه‌ای بایر قرار دارد که به کویو، آرژانتین| کویو معروف است. با آب شدن یخ‌ها از فراز این کوه‌ها ستون فقرات سرزمین پست واحه‌های آبیاری شده تشکیل می‌شود، در مرکز آن یک ناحیه غنی کشت میوه و انگور در استان مندوسا و استان سن خوآن وجود دارد. بیشتر نواحی شمالی بیشتر در اثر وقایع جغرافیایی در استان لا ریوخا، گرمتر و خشکتر می‌گردند.
- نوآ یا نورواسته: این منطقه به‌طور متوسط بلندترین ناحیه است. چند رشته کوه موازی، و تعدادی از قلل مرتفعتر از ۲۰۰۰۰ فوت در آن این منطقه پوشش داده‌اند. این رشته کوه‌ها در گستره جغرافیایی به سمت شمال گسترده‌تر می‌شوند. این مناطق با دره‌های بارور رودخانه‌ای پوشیده می‌شوند، که مهم‌ترین نمونه‌های آن، دره‌های کالچاکوئ در استان‌های استان کاتامارکا| کاتامارکا، ایالات، و استان سالتا می‌باشند. استان دیگر شمال آن استان خوخوی نزدیک بولیوی است که عمدتاً در داخل جلگه آلتیپلانو درکوه‌های آند مرکزی واقع شده است. مدار رأس‌الجدی از شمال این منطقه عبور می‌کند.

## رودها و دریاچه‌ها

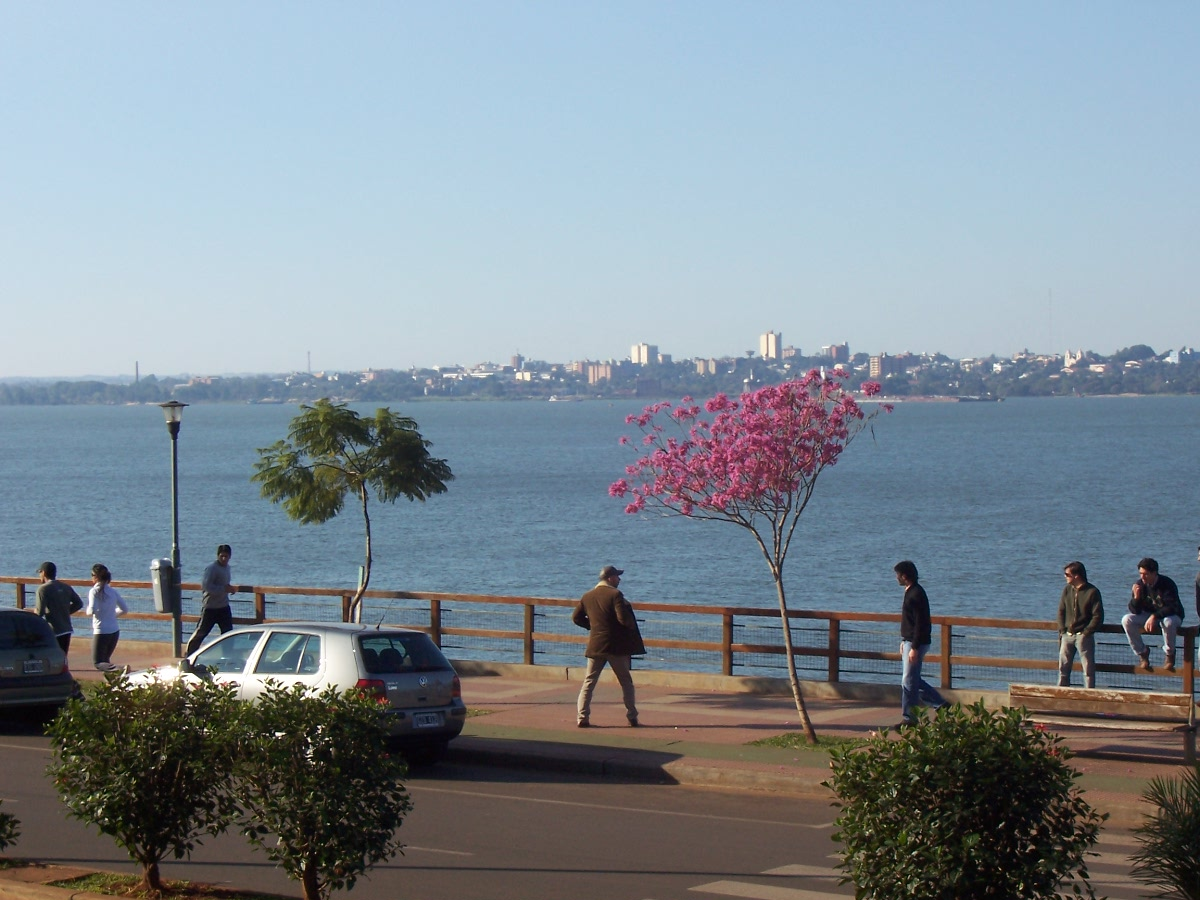

### رودخانه‌ها
رودخانه‌های اصلی در آرژانتین عبارتند از: پیلکومایو، سان خوان، دساگوادرو، دسه آدو، پاراگوئه، برمه خو، کلرادو، ریو نگرو، سالادو، اروگوئه، و بزرگ‌ترین آنها، پارانا، دو رود اخیر پیش از رسیدن به اقیانوس اطلس با یکدیگر تلاقی کرده و دهانه ریو د لا پلاتا را تشکیل می‌دهند.
رودخانه‌های مهم از لحاظ منطقه ای عبارتند از: آتوئل و مندوسا در استان مندوسا، چوبوت در پاتاگونیا، ریوگرانده در هوخوی، رود سان فرانسیسکو در سالتا
سایر رودها: نئوکن، لیمای، ترسه رو، ایگواسو، ماتانزا، سان خاویر، کارکارانیا، توپونگاتو، سانتاکروز، سنگوئر، آلومینه، کولون کورا، کورینته، لوخان، رکونکوئیستا، موخوتورو، تونویان، دیامانته، فلیسیانو، کوارتو

### دریاچه‌ها
دریاچه‌های متعددی در آرژانتین وجود دارد، که تعدادی از آن‌ها در پاتاگونیا واقع شده‌اند. در میان این دریاچه‌ها، آرخنتینو و ویدما در سانتاکروز، ناهوئل هوآپی در ریو نگرو و فانیانو در تییرا دل فیوگو، و کلهوی هوآپی و موسترز در چوبوت هستند. دریاچه بوئنوس آیرس و اویگین/ دریاچه سن مارتین با کشور شیلی مشترک است. مارچیکیتا، کوردوبا، بزرگ‌ترین دریاچه شور در این کشور می‌باشد. مخازن متعددی از آب در اثر سدها در این کشور وجود دارد. آرژانتین از فصول داغ بهاری، همچون در ترماس دریو هوندو با دمای بین c°۳۰ و c°۶۵ برخوردار است.

## نواحی ساحلی و دریاها
آرژانتین دارای ۲۶۶۵ کیلومتر (۱۵۶۵ مایل) نوار ساحلی است. این سکوی قاره به‌طور غیرعادی پهن است؛ در آرژانتین این ناحیه کم عمق از اقیانوس اطلس، دریای آرژانتین نامیده می‌شود. این آب‌ها از ماهی‌ها غنی بوده و تصور می‌شود که منابع انرژی هیدروکربنی مهمی را در خود جای داده باشند. نوار ساحلی آرژانتین بین نواحی شن و ماسه‌ای و صخره‌ها در نوسان است. دو جریان اقیانوسی عمده که این ساحل را تحت تأثیر قرار می‌دهند عبارتند از جریان برزیل (گرم) و جریان فالکلند (سرد)(به زبان اسپانیولی: «کورینته آنتارتیکا»).
به دلیل ناهمواری توده خشکی ساحل، دو جریان مزبور با تأثیر خود بر اقلیم این ناحیه موجب تغییر آن شده و اجازه نمی‌دهند دماهای آن به‌طور یکنواخت با عرض جغرافیایی بالاتر آن افت پیدا کند. ساحل جنوبی تییرا دل فیوگو بخش شمالی ساحل دریک پسیج را تشکیل می‌دهد.

## اقلیم

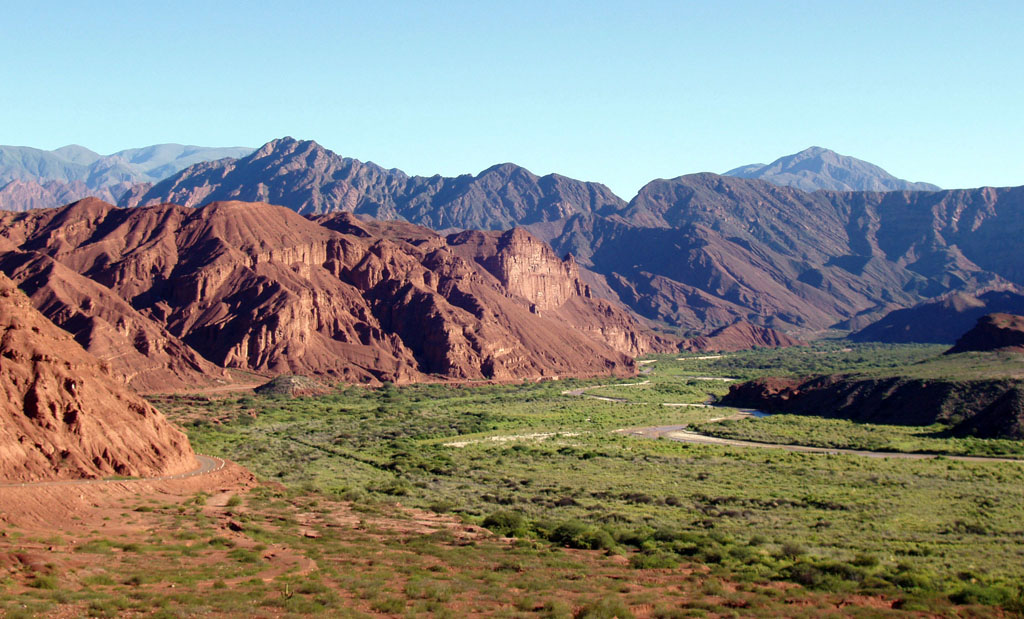
دره‌های کالچاکوی در استان سالتا

به دلیل دامنه‌های نوسان در طول جغرافیایی و ارتفاع، آرژانتین دچار اقلیم‌های متنوعی می‌شود. به عنوان یک قاعده، اقلیم غالباً در دامنه‌ای از آب و هوای نیم گرمسیری در شمال تا اقلیم زیر خط قطب در جنوب با محدوده‌های دمایی در نوسان است. شمال کشور با تابستان‌های بسیار داغ، مرطوب و زمستانه‌های ملایم و خشکتر شناخته می‌شود، و دستخوش خشکسالی‌های دوره‌ای است. مرکز آرژانتین تابستانهایی داغ با رگبارها (در غرب آرژانتین بزرگ‌ترین تگرگ‌های دنیا را پدیدمی‌آورد) و زمستانی سرد دارد. نواحی جنوبی دارای تابستانهایی گرم و زمستانهایی سرد با بارش سنگین برف و به ویژه در نقاط کوهستانی هستند. ارتفاعات بلندتر در تمام عرض‌های جغرافیایی شرایط سردتری را تجربه می‌کنند.
گرم‌ترین و سردترین حدود دمای ثبت شده در آمریکای جنوبی در آرژانتین واقع شده است. دمای بالای ثبت شده ۸/۴۸ درجه سلسیوس|°C (۱۲۰ درجه فارنهایت| °F) در ناحیه ریو ادویا، سالتا در ۱۱ دسامبر ۱۹۰۵ به ثبت رسیده است. پایینترین دمای ثبت شده c° ۳۲- (۲۷- درجه فارنهایت) در سارمینتو، استان چوبوت| چوبوت، در اول ژوئن۱۹۰۷ ثبت گردیده است.
بادهای اصلی در آرژانتین شامل باد سرد پامبرو است که در دشت‌های هموار پاتاگونیا و «پامپاس» پس از ورود یک جبهه سرد می‌وزد؛ وینتو نورته، یک باد گرم است که از سمت شمال در اوسط و اواخر زمستان می‌وزد و شرایط هوای معتدل را فراهم می‌سازد؛ و باد زوندا، بادی گرم و خشک (باد فون)، که بخش مرکزی غرب آرژانتین را تحت تأثیر قرار می‌دهد. بادهای زوندا با متراکم کردن تمام رطوبت در ارتفاعات پایین ۶هزار متر از کوه‌های آند، قادراست به مدت چند ساعت با سرعت ۱۲۰ کیلومتر در ساعت| h/ km بوزد، و به مواد آتشزا دامن زده و سبب آسیب و صدمه گردد. زمانی که زوندا می‌وزد (ژوئن- نوامبر)، طوفان‌های برفی و شرایط کولاک («وینتو بلانکو») معمولاً بر ارتفاعات بالاتر تأثیر می‌گذارد.
(باد) سودستادا (یعنی «جنوبی شرقی») را می‌توان مشابه باد شمای شرقی فرض کرد، اما ندرتاً بارش برف با آن همراه است (اما قابل پیش‌بینی نیست). هر دو مورد با یک سیستم فشار شدیداً پایین زمستانی همراه هستند. «سودستا» معمولاً دماهای سرد را تعدیل می‌کند اما باران‌های بسیار سنگین، دریاهای پرتلاطم، و سیلاب ساحلی به دنبال دارد. سودستا بیشتر معمولاً در اواخر پاییز و زمستان در امتداد سواحل مرکزی آرژانتین و دهانه رودخانه ریو د لا پلاتا به وجود می‌آید.
نواحی جنوبی به خصوص نقاط دور جنوبی، دوره‌های طولانی روشنایی روز را از ماه نوامبر تا فوریه (حدود ۹ ساعت روز) و نیز شب‌های بلند از ماه می‌تا اوت را تجربه می‌کنند. همه آرژانتین از سیستم منطقه‌ای زمان ۳- UTC استفاده می‌نمایند. در این کشور سیستم یک ساعت جلو بردن ساعت رعایت نمی‌شود.

## نقاط حدود (مرزها)
شرقی‌ترین نقطه قاره‌ای در آرژانتین در شمال شرق شهر برناردو د ایریگوین، میسیونس| برناردو د ایریگوین، استان میسیونس| میسیونس در موقعیت جغرافیایی (۲۶°۱۵′ جنوبی ۵۳°۳۸′ غربی / ۲۶٫۲۵۰°جنوبی ۵۳٫۶۳۳°غربی),، غربی‌ترین نقطه آن در رشته کوه ماریانو مورنو در استان سانتاکروز| سانتا کروس در موقعیت جغرافیایی (۴۹°۳۳′ جنوبی ۷۳°۳۵′ غربی / ۴۹٫۵۵۰°جنوبی ۷۳٫۵۸۳°غربی) واقع هستند. شمالی‌ترین نقطه آن در نقطه تلاقی جریان رودهای گرانده دسن خوآن و موژینته، استان خوخوی| خوخوی با مکان جغرافیایی (۲۱°۴۶′ جنوبی ۶۶°۱۳′ غربی / ۲۱٫۷۶۷°جنوبی ۶۶٫۲۱۷°غربی),، و جنوبی‌ترین نقطه آن دماغه سن پایو در استان تییرا دل فیوگو (آرژانتین)| تییرا دل فیوگو با موقعیت جغرافیایی (۵۵°۰۳′ جنوبی ۶۶°۳۱′ غربی / ۵۵٫۰۵۰°جنوبی ۶۶٫۵۱۷°غربی) واقع شده است.

## نواحی محصور شده جغرافیایی داخل و خارج کشور
یک ناحیه محصور شده جغرافیایی داخل و خارج کشور| ناحیه محصور در خارج کشور، در آرژانتین به نام جزیره مارتین گارسیا با موقعیت جغرافیایی (co-ordinates ۳۴°۱۱′ جنوبی ۵۸°۱۵′ غربی / ۳۴٫۱۸۳°جنوبی ۵۸٫۲۵۰°غربی) وجود دارد. این جزیره در نزدیک محل تلاقی جریان‌های رودخانه‌های پارانا و اروگوئه، و فاصله ۱ کیلومتری (۶۲/۰مایلی) داخل آب‌های اروگوئه، و ۵/۳ کیلومتری (۱/۲مایلی) از نوار ساحلی اروگوئه و نزدیک شهر کوچک مارتین چیکو واقع شده است (آن در میانه راه بین نوا پالمیرا و کلونیا دل ساکرامنتو می‌باشد)
در سال ۱۹۷۳ توافق‌نامه‌ای بین آرژانتین و اروگوئه به امضاء رسید که مجدداً بر مشروعیت حاکمیت آرژانتین بر این جزیره تأکید می‌نمود، ضمن آن که به یک جدال صدساله نیز خاتمه می‌داد. بر اساس مفاد این توافق‌نامه، مارتین گارسیا منحصراً به عنوان یک منطقه محافظت شده طبیعی اختصاص داده می‌شد. مساحت آن حدود ۲ کیلومتر مربع (۵۰۰جریب)، و جمعیت آن بالغ بر ۲۰۰ نفر است.

## پوشش گیاهی و جانوری

### گیاهان

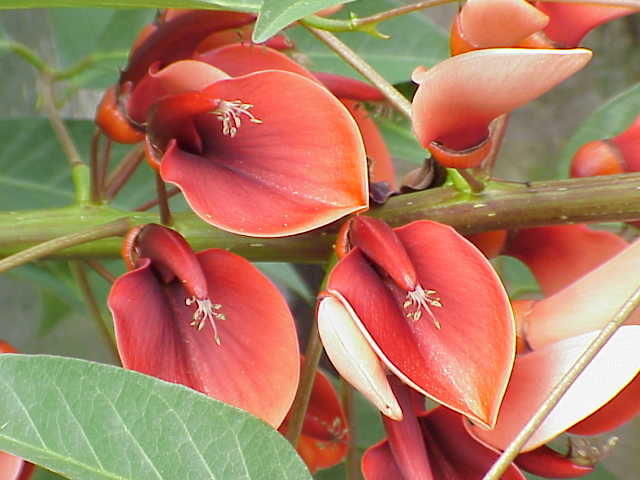
گیاه سیبو در گلخانه ملی آرژانتین

گیاهان نیمه گرمسیری در شمال، بخشی از منطقه گرانچاکو آمریکای جنوبی غالب هستند. درختان گونه چوبسرخ با نمونه‌هایی همچون «چوب سرخ برزیلی» و درخت «کوئبراچو» در این منطقه به خوبی پراکنده شده شده‌اند؛ و نیز درختان سفید و سیاه «الگاروبو» پروسوبیس آلبا و پروسوبیس نگرا در این ناحیه غالب هستند. ناحیه شبیه «دشت گرم» در نواحی خشکتر نزدیک کوه‌های آند وجود دارد. گیاهان آبزی که در سرزمین‌های مرطوب رشد می‌کنند نقاط مختلف آن پوشانده‌اند. در آرژانتین مرکزی
نواحی «پامپاس مرطوب» یک اکوسیستم مرغزار با علف‌های بلند واقعی هستند. «پامپا» اصلی در واقع فاقد درختان می‌باشد؛ امروزه در امتداد جاده‌ها یا در شهرها و سرزمین‌های کشور («استانسیاس»)، برخی گونه‌های وارداتی نظیر توت انجیر آمریکایی یا اوکالیپتوس وجود دارند. تنها گیاه درخت مانند بومی در «پامپا»، امبوئه، یک گیاه همیشه سبز می‌باشد. خاک‌های سطحی «پامپا» رنگ سیاه تیره هستند، که اصولاً «گیاخاک» یا به‌طور معمول کامپوست نامیده می‌شود. این مسئله سبب می‌شود تا این ناحیه یکی از حاصلخیزترین زمین‌های کشاورزی دنیا باشد. اما، این همچنین می‌تواند مسئول تلف شدن بیشتر اکوسیستم اولیه شده، و راه را برای کشاورزی تجاری در آن هموار نماید. نواحی غربی «پامپا» بارش کمتری را دریافت می‌نماید، این «پامپای خشک» دشتی از علف‌های کوتاه یا استپ است.
بیشتر ناحیه پاتاگونیا در جنوب درون یک منطقه «سایه باران» از کوه‌های آند قرار می‌گیرد. زندگی گیاهی، درختچه‌ها و گیاهان، برای مقاومت در شرایط خشک به خوبی سازگار می‌شوند. خاک آن سخت و سنگلاخی است که کشاورزی را در مقیاس در این منطقه به غیر از امتداد دره‌های رود غیرممکن می‌سازد. جنگل‌های مخروطی سانان بیشتر در غرب پاتاگونیا و بر روی جزیره تییرا دل فیوگو می‌رویند. مخروط سانان بومی در این منطقه شامل آلرکه («فیتزرویا کوپرسویدس»)، کاج رشته کوه («اوستروسدروس چیلنسیس»)، پیلجرودندرون| سیپرس دلاس گواتکاس («پیلجرودندرون اویفروم»)، پودوکارپوس نوبیجنوس| هویلیلاهوان («پودوکارپوس نوبیجنوس»)، لوکوئه («پرومنوپیتیس آندینا»)، مانیو همبرا («ساکسوگوتا کنسپیکوا»)، و پهوئین («آرائوکاریا آرائوکانا») هستند، در حالی که درختان پهن برگ شامل گونه‌های متعددی ازدرخت «الش» از جمله کوئیگو یا کوئیهو، لنگا («سرخس نخلی جنگلی»)، نیره («الش جنوبگان») می‌باشند. دیگر درختان موجود در عرصه جنگلداری و کشت گیاهان عبارت‌اند از صنوبر، کاج، و چنار. گیاهان متداول در آن لاپاجریا روزا| کوپیهو| کوپیهوئه و کولیهوئه («چوسکوئیا کولئو») هستند.
در کویو، بوته‌های تیغدار نیمه خشک و دیگر گیاهان خشکی دوست پراکنده شده‌اند. در امتداد برخی از واحه رودها، علف‌ها و درختان به تعداد فراوان رشد می‌کنند. این ناحیه شرایط بهینه را برای رشد تاک انگور در مقیاس وسیع عرضه می‌کند. در شمال غرب آرژانتین گونه‌های متعددی از کاکتوس‌ها وجود دارد. در بالاترین ارتفاعات (اغلب بالای متر ۴۰۰۰)، هیچ گیاهی در اثر ارتفاع زیاد رشد نمی‌کند، و خاک‌ها در واقع عاری از هر گونه حیات گیاهی می‌باشند.
گل «سیبو» (متعلق به درخت ارترینا کریستا گالی) گل ملی آرژانتین می‌باشد.

### حیات جانوری
بسیاری از گونه‌ها در منطقه نیمه گرمسیری شمال زندگی می‌کنند. گربه‌های بزرگ همچون گربه وحشی، یوزپلنگ، و گربه پلنگی؛ پستانداران اولیه (بوزینه زوزه‌کش)؛ خزندگان بزرگ (کوروکودیل‌ها)، و گونه‌هایی از بزمجه. جانوران دیگر عبارت‌اند از خوک خرطوم دار، برگچه‌خوار، مورچه خوار، موش خرما، راکون، و گونه‌های مختلف لاکپشت و سنگ پشت. پرندگان متعددی نیز وجود دارند که عمدتاً شامل مرغ‌های مگس خوار، فلامینگوها، مرغ‌های توکان، و طوطی‌ها هستند.

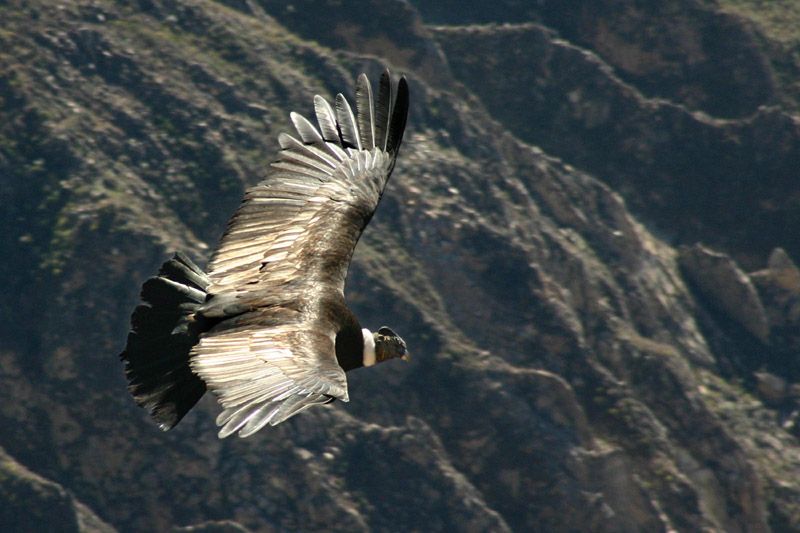
کرکسی در حال پرواز

علفزارهای مرکزی از جانورانی همچون آرمادیلو، گربه پامپا، و مرغ رئا (پرنده)| رئا
(«نیاندیو») پرنده‌ای که نمی‌تواند پرواز کند، آکنده شده است. قوشها، شاهینها، حواصیلها، کبک‌ها در این ناحیه ساکن هستند. در اینجا گوزن و روباه نیز وجود دارند. برخی از این گونه‌ها در داخل پاتاگونیا پراکنده شده‌اند.
کوهستان‌های غربی وطن جانوران مختلفی است. این جانوران عبارت‌اند از لاما، شترهای بی کوهان، شترچه، که در میان بارزترین گونه‌های جانوری در آمریکای جنوبی هستند. همچنین در این منطقه، شغال، گربه آندی، و نیز بزرگ‌ترین پرنده توانا در پرواز در جهان جدید، کرکس وجود دارد.
آرژانتین جنوبی، خانه‌ای برای یوزپلنگ، گوزن کوهستان (جانورشناسی)| هوئمول، پودیو (کوچک‌ترین گوزن جهان)، و گراز وحشی است.
ساحل پاتاگونیا از لحاظ حیات جانوری غنی است: فک‌ها، خوک آبی خزدار، شیرهای دریایی، و گونه‌هایی از پنگوئن. بخش‌های دورتر جنوبی نیز با مرغان ماهیخوار پر شده است.
آب‌های محدوده آرژانتین دارای حیات اقیانوسی غنی می‌باشد؛ پستاندارانی همچون دولفینها، گاوماهی‌ها، نهنگ‌ها همچون نهنگ راست جنوبی، یک جاذبه جهانگردی عمده برای طبیعی‌دانان می‌باشد. ماهی‌های دریایی عبارت‌اند از ساردین‌ها، قلاب ماهی| قلاب ماهی‌های آرژانتین، ماهی دولفین پومپانو| ماهی دولفین، ماهی آزاد، و کوسه ها؛ همچنین ماهی مرکب و خرچنگ عنکبوتی («سنتولا»)در تییرا دل فیوگو یافت می‌شوند. رودخانه‌ها و جریان‌های آبی در آرژانتین دارای گونه‌هایی از ماهی قزل آلا و ماهی طلایی (سالمینوس) می‌باشند.
گونه‌های جالب مار ساکن در آرژانتین عبارت‌اند از بوآ (گونه)| بوآی منقبض کننده، و چال مار بسیار سمی «یاکاریا» و مار زنگی جنوب آمریکا. هورنرو پس از بررسی در سال ۱۹۲۸، به عنوان پرنده ملی انتخاب شد.